# Isaac H. Evans
Le Isaac H. Evans, à l'origine Boyd N. Sheppard, est une goélette à deux mâts amarrée à Rockland, dans le Maine. C'est un windjammer du Maine, au service du tourisme. Construite en 1886 à Mauricetown dans le New Jersey, elle est la plus ancienne d'un petit nombre de goélettes ostréicoles survivantes, utilisées au service de l'industrie de la récolte des huîtres dans les eaux côtières du New Jersey.
Elle a été en inscrite au registre national des lieux historiques le 4 décembre 1991  et déclarée monument historique national le 4 décembre 1992.

## Historique
Le navire a été construit en 1886 au chantier naval de J.W. Vannaman and Brother à Mauricetown dans le New Jersey.C'est une goélette à deux mâts et à voile aurique avec des côtés bas et une élégante proue de clipper, utilisant un petit remorqueur pour manœuvrer le navire sur et hors du quai. Sa voilure comprend deux grand-voiles, une misaine, une trinquette et un foc. La cale, bien qu'elle ait été réaménagée pour l'occupation des passagers, a conservé sa menuiserie d'origine.

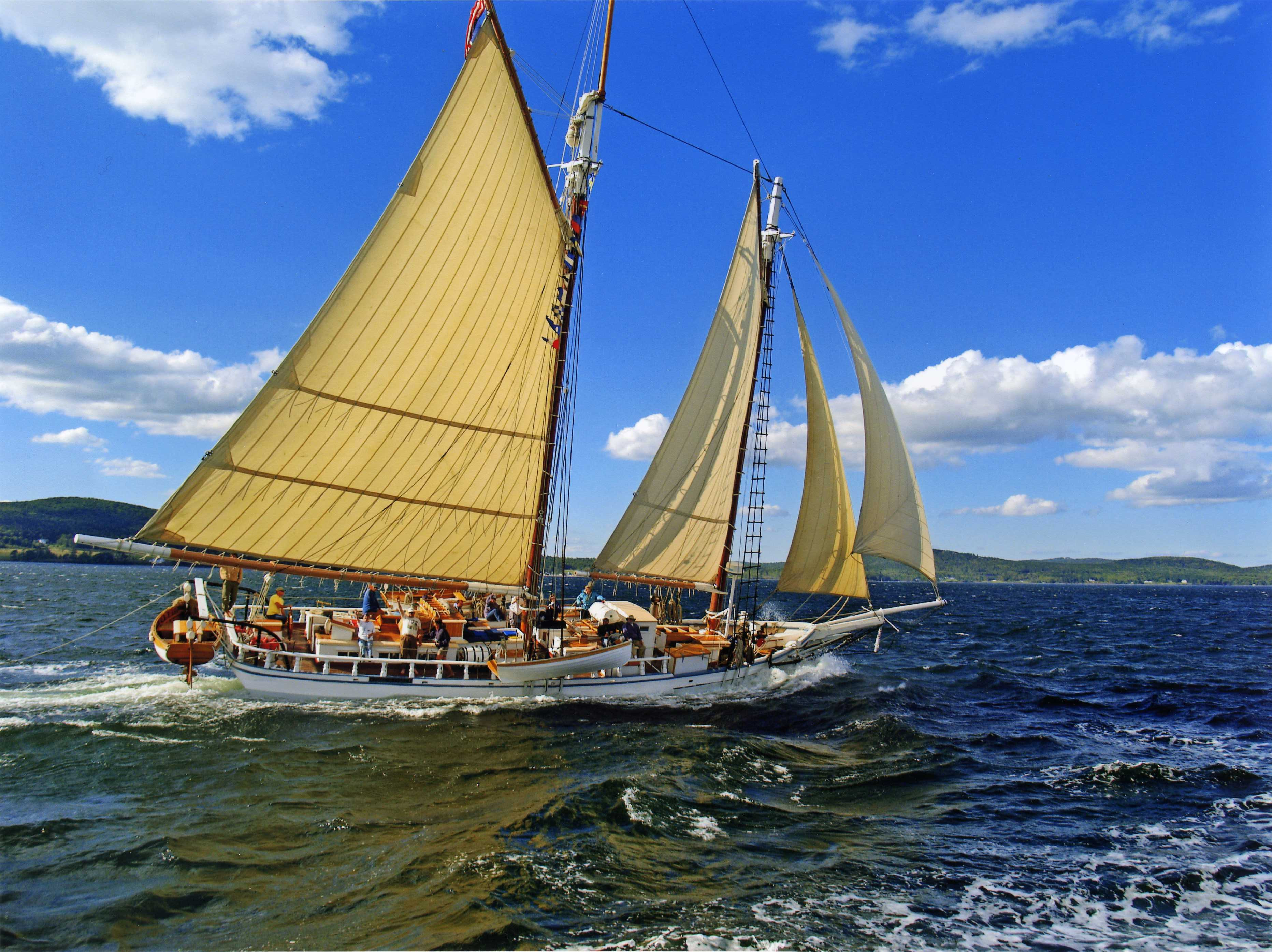
Isaac H. Evans en 2007

La goélette de pêche s'appelait à l'origine Boyd N. Sheppard et a d'abord appartenu à un consortium qui comprenait Harrison et Frank Sheppard, devenant finalement la propriété exclusive de Harrison Sheppard. Elle était basée à Mauricetown et Sheppard travaillait dans les parcs à huîtres de la baie du Delaware, l'utilisant pour expédier son produit à New York.
En 1909, il la vendit aux trois fils d'Isaac H. Evans, qui la rebaptisèrent du nom de leur père en 1919. Elle continua à travailler dans le commerce des huîtres à la voile jusqu'en 1946, date à laquelle ses mâts furent enlevés et un moteur installé. L'utilisation de ce type de navire dans l'industrie ostréicole a diminué dans les années qui ont suivi la Seconde Guerre mondiale, de nombreuses goélettes existantes étant soit mises au rebut, soit désarmées et laissées pourrir. Isaac H. Evans a été acheté par un couple de Rockland, Maine en 1971, le premier d'une série de nouveaux navires à rejoindre la flotte existante du "Maine windjamme" établie vers 1940. Elle a passé deux ans à être restaurée, ce qui comprenait son retour à son configuration de navigation d'origine.

## Actuel
Isaac H. Evans fait partie de la flotte Maine Windjammer et membre de la Maine Windjammer Association, transportant 22 vacanciers et écotouristes lors de voyages en voilier de 1, 2, 3, 4 et 6 nuits dans la baie de Penobscot. Son port d'attache est Rockland  et ses terrains de navigation vont du port de Boothbay à Bar Harbor dans le Maine.